# Cyphomyia claripennis
Cyphomyia claripennis är en tvåvingeart som beskrevs av Macquart 1847. Cyphomyia claripennis ingår i släktet Cyphomyia och familjen vapenflugor. Inga underarter finns listade i Catalogue of Life.